# 南维蒙特 (阿拉巴马州)
南维蒙特（英文：South Vinemont），是美国阿拉巴马州下属的一座城市。面积约为0.88平方英里（约合2.27平方公里）。根据2010年美国人口普查，该市有人口749人，人口密度为856/平方英里（约合329.96/平方公里）。